# Variedade complexa
Em geometria diferencial e topologia , uma variedade complexa é definido de maneira   que  cada vizinhança  possua uma correspondencia a  um n-espaço complexo atraves de uma mudança ou sistema  de coordenadas analiticas  .ou seja, Mais precisamente, uma variedade complexa tem um atlas suave  de cartas para o disco unitario aberto  em {\displaystyle \mathbf {C} ^{n}}, tais que a mudança de coordenadas entre cartas seja holomórfica.
O termo variedade complexa geralmente e  utlizado  para representar uma variedade definida como acima  (o qual pode ser especificado como uma variedade complexa integrável), e uma estrutura quase complexa, como discutida abaixo.

## Implicações da estrutura complexa
Dado que funções analíticas complexas são muito mais rígidas que as funções de classe {\displaystyle C}∞, as teorias de variedades {\displaystyle C}∞ e complexas têm aspectos muito diferentes: variedades complexas compactas são muito mais próximas a variedades algébricas que as variedades diferenciáveis.
Por exemplo, o teorema da imersão de Whitney nos diz que cada variedade {\displaystyle C}∞ pode ser imersa como uma subvariedade de R{\displaystyle ^{n}}, aonde é "raro" para uma variedade complexa ter uma imersão holomórfica em Cn. Considera-se por exemplo qualquer compacto, variedade complexa conectada {\displaystyle M}: qualquer função holomórfica sobre ele é constante localmente pelo teorema de Liouville. Agora se nós temos uma imersão holomórfica de M em Cn, então as funções coordenadas de Cn se restringirão às funções holomórficas não-contantes em M, contradizendo a compactação, exceto no caso que M é apenas um ponto. variedades complex que podem ser imersas em Cn são chamadas distribuições de Stein e formam uma classe muito especial de variedades, incluindo, por exemplo, variedades algébricas complexas {\displaystyle C}∞ refinadas.
A classificação de distribuições complexas é muito mais sutil que a de distribuições diferenciáveis. Por exemplo, enquanto em dimensões outra que não quatro, uma dada distribuição topológica tem mais finitas estruturas {\displaystyle C}∞, uma distribuição topológica sustentando uma estrutura complexa pode e frequentemente o faz sustentar incontáveis estruturas complexas. superfícies de Riemann, distribuições bidimensionais munidas com uma estrutura complexa, as quais são topologicamente classificadas pelo gênero, são um importante exemplo deste fenõmeno. O conjunto de estruturas complexas sobre uma dada superfície orientada, equilalência biholomórfica em de módulo, em si forma uma variedade algébrica chamada um espaço de módulos, estrutura a qual é objeto de ativa pesquisa.
Desde que os mapas de transição entre cartas são biholomórficos, distribuições complexas são, em particular, {\displaystyle C}∞ e canonicamente orientadas (não apenas orientáveis: um mapa biholomórfico a (um subconjunto de) {\displaystyle \mathbf {C} ^{n}} dá uma orientação, como mapas biholomórficos são preservantes da orientação).

## Exemplos de variedades complexas
- Superfícies de Riemann.
- O produto Cartesiano de duas variedades complexas.
- A imagem inversa de qualquer valor não crítico de um mapa holomórfico.

### Variedades algébricas complexas lisas
Variedades algébricas complexas lisas são estruturas complexas, incluindo:
- Espaços vetoriais complexos.
- Espaços complexos projetivos[2], {\displaystyle \mathbb {CP} ^{n}}.
- Grassmannianos complexos.
- Grupos de Lie complexos, tais como GL(n,C) ou Sp(n,C).

Similarmente, os quaterniônicos análogos destes são também estruturas complexas.

### Simplesmente conectadas
As estruturas simplesmente conectadas 1-dimensionais complexas são:
- {\displaystyle \Delta }, o disco unidade em {\displaystyle \mathbb {C} }
- {\displaystyle \mathbb {C} }, o plano complexo
- {\displaystyle {\hat {\mathbb {C} }}}, a esfera de Riemann

Note-se que há inclusões entre estes como
{\displaystyle \Delta \subset \mathbb {C} \subset {\hat {\mathbb {C} }}},
mas que não há nenhum mapa não constante na outra direção, pelo teorema de Liouville.

## Disco vs. Espaço vs. Polidisco
Os seguintes espaços são diferentes do ponto de vista das  suas  estruturas complexas, mostrando que  a geometria e mais rígida que a característica  das suas próprias estruturas complexas (comparadas a estruturas lisas):
- o disco unitario  ou bola aberta, {\displaystyle \{z\in \mathbb {C} ^{n}\mid \lVert z\rVert <1\}}
- palno complexo {\displaystyle \mathbb {C} ^{n}}
- o polidisco {\displaystyle \{z=(z_{1},z_{2},\dots ,z_{n})\in {\mathbb {C} }^{n}\mid \vert z_{i}\vert <1,{\mbox{ para todo }}i=1,\dots ,n\}}